# Editha Moser
Editha „Ditha“ Moser (* 12. April 1883 in Wien; † 3. November 1969 in Gumpoldskirchen bei Mödling) war eine österreichische Grafikerin. 1905 heiratete sie Koloman Moser (1868–1918), 1919 Adolf Hauska (1881–1929).

## Leben
Editha Mautner von Markhof war eines von zehn Kindern des Industriellen Carl Ferdinand Mautner von Markhof (1834–1896 Suizid) und die jüngste von drei Töchtern aus dessen zweiter Ehe mit Editha geb. Sunstenau von Schützenthal (1846–1918). Ihre älteren Schwestern waren Hertha Anna (1879–1970), später mit Gustav Jäger (1865–1938) verheiratet und Magda (1881–1944), die später den Lehrer und Hotelier Alois Grasmayr (1876–1955) heiratete.

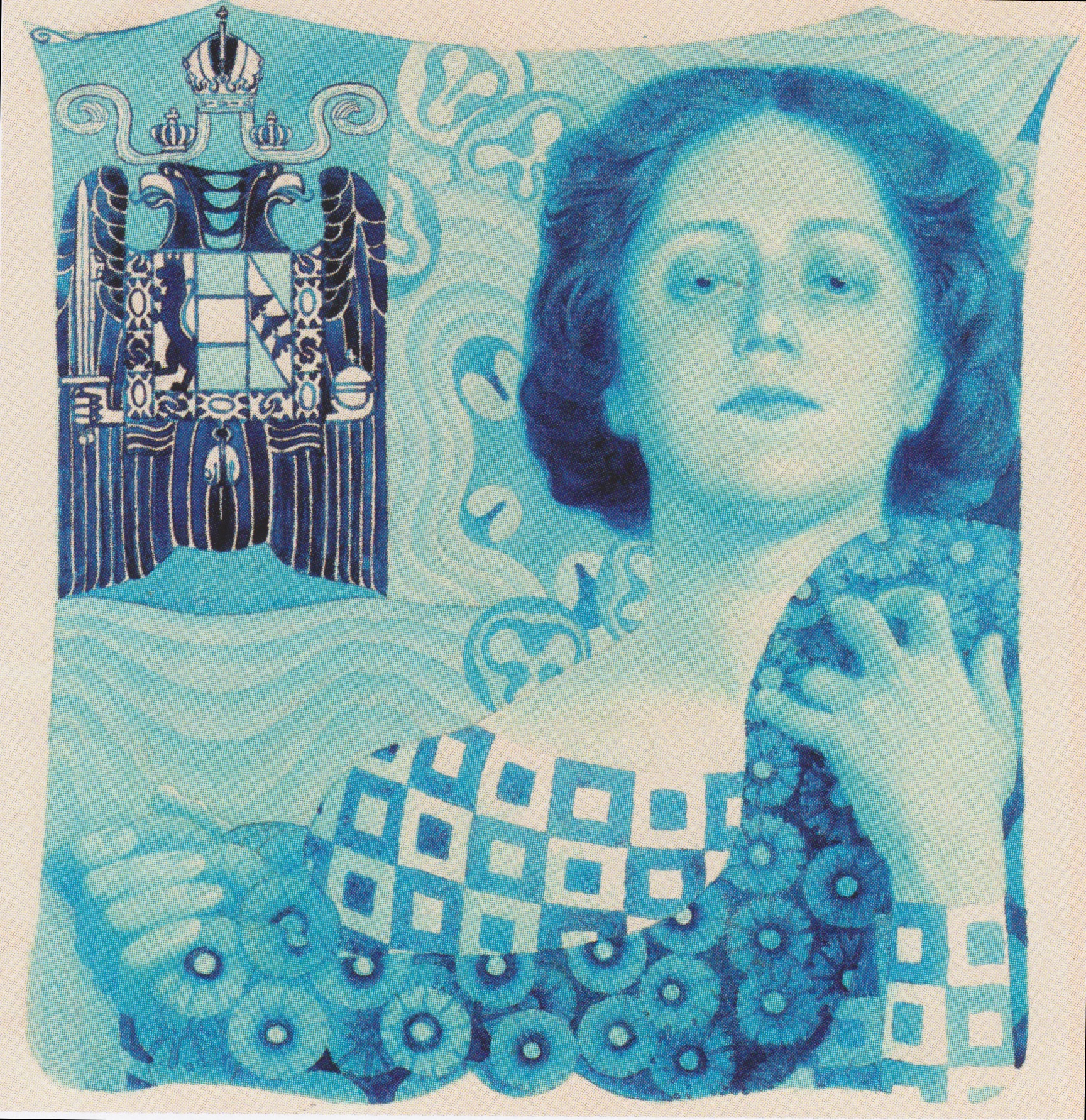
Kolo Moser: Porträt von Ditha für einen 100 Kronen-Schein (1910)

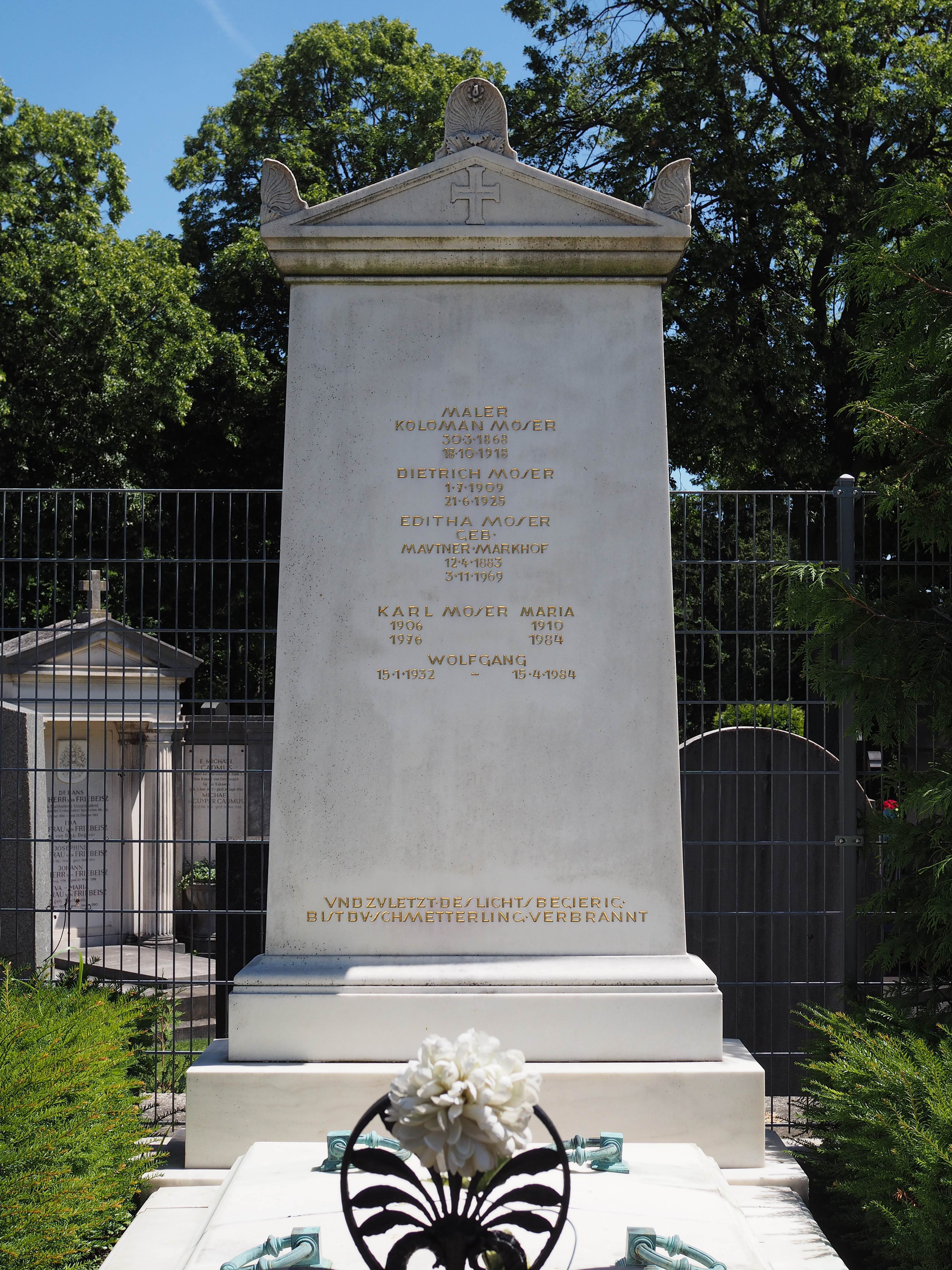
Moser-Grab auf dem Hietzinger Friedhof

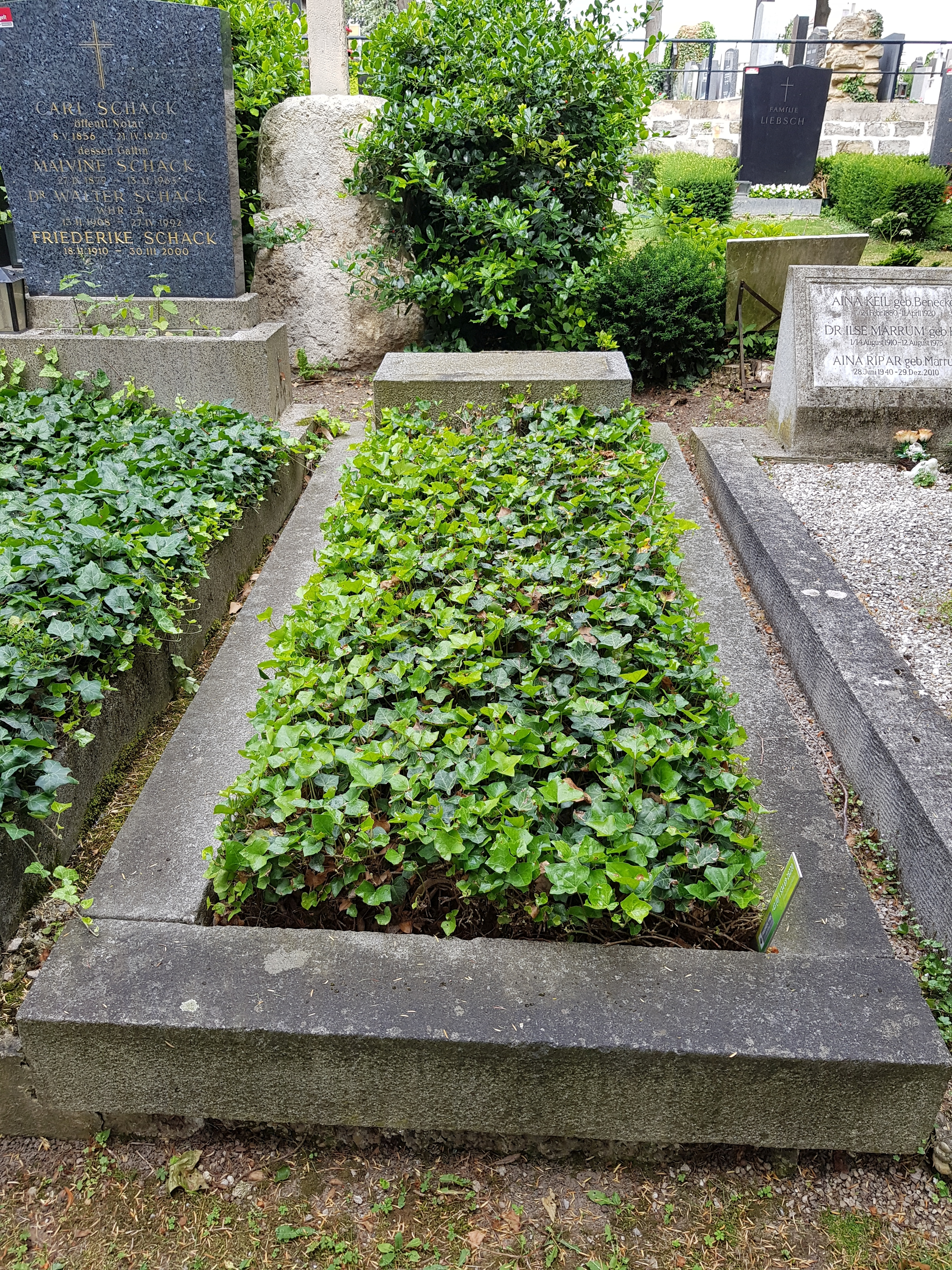
Grab von Dithas 2. Familie (Hauska) auf dem Hietzinger Friedhof

Editha verlobte sich als 18-Jährige im Oktober 1901 mit dem Maler Johann Victor Krämer (1861–1949). Doch schon im Mai 1902 wurde die Verlobung wieder gelöst. Sie studierte daraufhin Architektur in der Klasse von Josef Hoffmann an der Kunstgewerbeschule Wien von 1902 bis 1905, im Atelier für Kunstweberei und Restaurierung bei Leopoldine Guttmann und in der Zeichenklasse von Carl Otto Czeschka sowie Schrift und Heraldik bei Rudolf von Larisch. Seit 1903 kannte sie Koloman Moser. Sie heirateten am 1. Juli 1905. Aus dieser Ehe gingen zwei Söhne hervor: Karl (Carl) Moser (* 21. August 1906; † 26. Februar 1976) und Dietrich (* 1. Juli 1909; † 21. Juni 1925). Koloman Moser starb am 18. Oktober 1918. Er wurde auf dem Hietzinger Friedhof (Grablage 16–14D) beigesetzt.
Ditha Moser wurde als Grafikerin bekannt mit dem Schwerpunkt der Gestaltung von Kalendern und Spielkarten. Berühmt wurden vor allem ihr Tarock- und ihr Whist-Deck. Leider war sie nach der Familiengründung nicht weiterhin künstlerisch tätig.
Schon vier Monate nach dem Tod ihres Mannes heiratete Ditha am 23. Februar 1919 erneut und zwar den Ingenieur Adolf Hauska (1881–1929), denn sie war schwanger geworden. Aus dieser Ehe gingen drei Kinder hervor: Editha (* 18. September 1919; † 9. April 1920), Theodor (* 28. November 1920; † 10. Januar 1921) und Adolf (1922–1945).
Die beiden früh verstorbenen Kleinkinder wurden ebenfalls auf dem Hietzinger Friedhof (Grablage 49–23) beigesetzt. In ihrem Grab wurde wenige Jahre später auch der mit 47 Jahren verstorbene Adolf Hauska beerdigt. Adolf Hauska starb am 20. Mai 1929 im Krankenhaus Lainz an einer Lungenentzündung. Zum Zeitpunkt des Todes ihres zweiten Ehemannes 1929 war Dithas jüngster Sohn erst 8 Jahre alt.
Irrtümlicherweise wurde der Beruf von Adolf Hauska, dem zweiten Ehemann von Editha Moser, in der Fachliteratur und sogar in der Mautner-Markhof-Familienchronik „Dynastiemautnermarkhof“ immer wieder als „Cafétier“ oder als „Kaffehausbesitzer“ bezeichnet. Dies korreliert jedoch nicht mit den Eintragungen in den kirchlichen Matrikeln und auch nicht mit dem Wiener Adressbuch „Lehmann“ sowie ebenfalls nicht mit den Artikeln in zeitgenössischen Wiener Zeitungen. Vielmehr war er ein nur wenig erfolgreicher selbständiger Ingenieur bzw. Gelegenheitsvermittler gewesen.
Ditha Moser selbst starb am 3. November 1969 mit 86 Jahren im Altersheim von Gumpoldskirchen südlich von Mödling, das von 1946 bis 1985 in dem Deutschordensschloss existierte. Ihre letzte Ruhe fand sie im Grab ihres ersten Ehemannes Koloman Moser und ihres zweiten Sohnes Dietrich (1909–1925). Dort wurden später auch ihr erster Sohn Karl (1906–1976) und dessen Ehefrau Maria Johanna geb. Berger (1910–1984) mit ihrem ältesten Sohn Wolfgang Julius Koloman Moser (1932–1984) beigesetzt. Noch zu Lebzeiten von Ditha starb auch ihr fünftes Kind: Der Sohn Adolf Hauska (1922–1945) fiel in Ostpreußen und ist dort vermisst.
Alois Grasmayr (1876–1955), der 1913 Dithas ältere Schwester Magda (1881–1944) geheiratet hatte, beschrieb in seiner Autobiographie „Vom Reichtum der Armut“ indirekt Adolf Hauska als „schmarotzenden Ehemann“.